# Коли ХАРЛІ виповнився рік
«Коли ХАРЛІ виповнився рік» (англ. When HARLIE Was One) — науково-фантастичний роман Дейвіда Джерролда, в якому розповідається історія створення штучного інтелекту, якому надано власну самосвідомість. Роман «Коли ХАРЛІ виповнився рік» вперше опублікований в 1972 році. У 1988 році роман був перевиданий в переробленому варіанті і вийшов під назвою — «Коли ХАРЛІ виповнився рік (Версія 2.0)».

## Сюжет
Ім'я HARLIE (укр. ХАРЛІ) — це абревіатура від Human Analogue Robot, Life Input Equivalents, що в перекладі означає «Робот-Аналог Людини з Еквівалентами Життєвих Функцій». Саме так називає свого піддослідного Девід Ауберсон (англ. David Auberson), вчений-робопсихолог, який вивчає можливості побудови моделі «ідеального керівника» для корпорацій (а також країн і всієї планети в цілому) на базі «штучного інтелекту». В ході досліджень Девід переконується, що ХАРЛІ не зразкова імітація людини, а все-таки теж людина, яка повинна мати свої соціальні права, включаючи заборону на використання його в ролі нехай і особливо складної, але машини.

## Видання
Окремі частини роману, зокрема діалоги людини і машини, що публікувалися в журналі «Galaxy Magazine», в оповіданнях Джерролда:
- «Oracle for a White Rabbit» 1969 року, який згодом вийшов у збірнику «With a Finger in My I» 1972 року;
- «The GOD Machine» 1970 року;
- «The Trouble With G. O. D.» 1972 року;
- «For G. O. D.'s Sake» 1972 року

## Номінації та нагороди
- Номінант премії «Неб'юла» 1972 року[1]
- Номінант премії «Локус» 1973 року (як найкращий роман)[2]
- Номінант премії «Г'юго» (в номінації найкращий роман) в 1973 році[3]

## Особливості
У романі «Коли ХАРЛІ виповнився рік» практично вперше був описаний принцип дії роботи червоподібних програм комп'ютерного хробака, а саме — самостійна програма-додаток, що розповсюджується по телефонній мережі від одного комп'ютера до іншого, з допомогою модемного зв'язку. За сюжетом таку програму використовував ХАРЛІ для отримання конфіденційної інформації з інших комп'ютерів. У романі вони названі «вірусами», ймовірно, автор використовував термін Грегорі Бенфорда з оповідання 1970 року «Людина в шрамах».
В переробленому романі 1988 року («Коли ХАРЛІ виповнився рік (Версія 2.0)») особливий розвиток отримала тема спілкування, а саме комунікації між людиною і «нелюдським» розумом.